# Mychajło-Łukaszewe
Mychajło-Łukaszewe (ukr. Михайло-Лукашеве) – wieś na Ukrainie, w obwodzie zaporoskim, w rejonie zaporoskim, siedziba hromady. W 2001 liczyła 1106 mieszkańców, spośród których 974 wskazało jako ojczysty język ukraiński, 125 rosyjski, 2 mołdawski, 1 białoruski, 2 ormiański, a 2 inny.